# Италија на Светском првенству у атлетици у дворани 2016.
Италија је учествовала на 16. Светском првенству у атлетици у дворани 2016. одржаном у Портланду од 17. до 20. марта, шеснаести пут, односно учествовала је на свим светским првенствима у дворани до данас. Репрезентацију Италије представљало је 5 учесника (2 мушкарца и 3 жене), који су се такмичили у четири дисциплине (1 мушка и 3 женске).,
На овом првенству Италија је по броју освојених медаља делила 10. место са 1 златном медаљом.
У табели успешности (према броју и пласману такмичара који су учествовали у финалним такмичењима (првих 8 такмичара)) Италија је са 2 учесника у финалу делила 24 место са 10. бодова.
| Плас. | Земља   | 1. место | 2. место | 3. место | 4. место | 5. место | 6. место | 7. место | 8. место | Бр. финал. | Бод. |
| ----- | ------- | -------- | -------- | -------- | -------- | -------- | -------- | -------- | -------- | ---------- | ---- |
| =24.  | Италија | 1        | 0        | 0        | 0        | 0        | 0        | 1        | 0        | 2          | 10   |

## Учесници
| Мушкарци: - Марко Фасиноти — Скок увис - Ђанмарко Тамбери — Скок увис | Жене: - Глорија Хупер — 60 м - Алесија Трост — Скок увис - Кјара Роза — Бацање кугле |  |

## Освајачи медаља

### Злато (1)
- Ђанмарко Тамбери — Скок увис

## Резултати

### Мушкарци
| Атлетичар        | Дисциплина | Лични рекорд | Финале   | Финале | Детаљи |
| Атлетичар        | Дисциплина | Лични рекорд | Резултат | Место  | Детаљи |
| ---------------- | ---------- | ------------ | -------- | ------ | ------ |
| Марко Фасиноти   | Скок увис  | 2,35         | 2,25     | 9 / 12 |        |
| Ђанмарко Тамбери | Скок увис  | 2,38 НР      | 2,36     |        |        |

### Жене
| Атлетичарка   | Дисциплина   | Лични рекорд | Квалификације      | Квалификације | Полуфинале      | Полуфинале      | Финале                | Финале                | Детаљи |
| Атлетичарка   | Дисциплина   | Лични рекорд | Резултат           | Место         | Резултат        | Место           | Резултат              | Место                 | Детаљи |
| ------------- | ------------ | ------------ | ------------------ | ------------- | --------------- | --------------- | --------------------- | --------------------- | ------ |
| Глорија Хупер | 60 м         | 7,32         | 7,29 (,288) КВ, ЛР | 3. у гр. 4    | Није стартовала | Није стартовала | Није се квалификовала | Није се квалификовала |        |
| Алесија Трост | Скок увис    | 2,00         |                    |               |                 |                 | 1,93                  | 7 / 12                |        |
| Кјара Роза    | Бацање кигле | 18,68        | 17,10              | 11 / 11       |                 |                 |                       |                       |        |